# Muráň (přírodní rezervace)
Muráň je přírodní rezervace v oblasti Slovenský ráj.
Nachází se v katastrálním území města Spišská Nová Ves v okrese Spišská Nová Ves v Košickém kraji. Území bylo vyhlášeno či novelizováno v roce 1996 na rozloze 180,6600 ha. Ochranné pásmo nebylo stanoveno.